# Radio por cable
La radio por cable o FM por cable es un concepto similar al de la televisión por cable, que lleva la radiodifusión a los hogares y empresas a través del cable coaxial. Se utiliza generalmente por la misma razón que la televisión por cable en sus inicios, cuando era una "televisión de antena comunitaria", para mejorar la calidad de las señales de radio por aire que son difíciles de recibir en una zona. Sin embargo, también existen salidas de radio por cable.
El uso de la radio por cable varía de área en área - algunos sistemas de televisión por cable no la incluyen en absoluto, y otros solo tienen algo que se le acerca en los sistemas de cable digital. Además, algunas estaciones pueden transmitir audio en segundo plano mientras que un canal de televisión por cable de acceso público está operando entre períodos de programación de video. Desde finales de la década de 1970 hasta finales de la década de 1980, antes del advenimiento de las emisiones de televisión MTS Stereo, los suscriptores de televisión por cable sintonizaban frecuencias específicas de FM por cable que transmitían simultáneamente las emisiones de televisión en estéreo.

## Estados Unidos

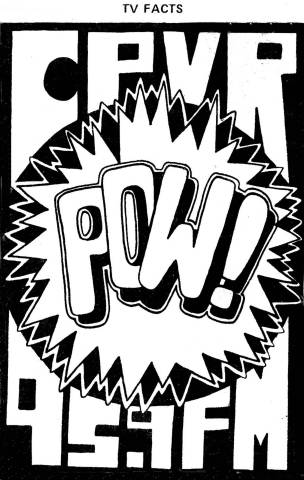
Anuncio de 95,9 CPVR-FM en el Daily Breeze (noviembre de 1973)

La primera estación de radio por cable "comercial" en los Estados Unidos fue CABL-FM 108 en California, en el sistema Theta Cablevision, sirviendo al West Los Ángeles y áreas circundantes. Entró en funcionamiento el 1 de enero de 1972 y fue dirigido por Brad Sobel, tocando lo que él llamó "progressive top 40". CABL-FM 108 nació después de que la empresa original de Sobel, K-POT, una estación de FM pirata de 88,1 MHz, fuera silenciada por la Comisión Federal de Comunicaciones (FCC) en noviembre de 1971. La estación ilícita funcionó durante tres días hasta que fue cerrada, y el evento salió en primera plana del Los Angeles Times y del Los Angeles Herald-Examiner. Debido a que Theta Cablevision cobró extra por sus conexiones FM, la audiencia potencial de CABL-FM 108 fue de entre 4,700 y aproximadamente 25,000 (basado en la información proporcionada por Brad Sobel en un artículo en Billboard), de los aproximadamente 100,000 hogares suscriptores de Cablevision.
La primera estación de radio comunitaria que transmitió exclusivamente por cable fue CPVR en Palos Verdes, California, un suburbio de Los Ángeles. La radio FM por cable CPVR 95.9 estaba en el sistema de cable Times-Mirror, y fue iniciada por un grupo de adolescentes que inicialmente practicaron ser disc-jockeys en las casas de dos de los fundadores. Puesto que el equipo de radiodifusión tradicional era prohibitivamente caro en ese momento, un joven ingeniero llamado Tom Hewitt construyó gran parte del hardware electrónico desde cero.
Mark Speer y Brad Gardner iniciaron la empresa, que fue dirigida como una organización juvenil sin fines de lucro desde un estudio en el centro comercial Golden Cove en Rancho Palos Verdes a partir de marzo de 1972. Aunque no tiene fines de lucro, no está sujeto a las restricciones de las emisoras de radio públicas terrestres y, por lo tanto, puede subvencionar los gastos mediante la aceptación de publicidad comercial.
Debido a que el personal y la audiencia eran parte de un grupo demográfico muy deseable (muchos de los DJs ni siquiera tenían la edad suficiente para conducir), los anunciantes del día, como Pacific Presentations, promotor de conciertos, y las tiendas locales de discos, compraron tiempo publicitario para llegar a un grupo demográfico tan importante (hombres/mujeres de 13-24 años de edad) como el del CPVR, lo que le permitió no solo continuar con sus operaciones, sino también expandirse a estudios más grandes.
Greg McClure (alias Isaac O. Zzyzx), Jim Sideris, Harv Laser, David Zislis, Richard Hower, Tony Fasola, Dave Chrenko (alias Johnny Ace), Kerry Doolin, Liane Benson, Lorraine Dechter, Clyde Stanton (alias Clyde Certificado) y Kathy Bauer fueron algunos de los jóvenes disc-jockeys que ayudaron a crear el legendario estilo y sonido de la estación. A diferencia del Cable 108, la CPVR no solo estaba en el dial de FM, sino también en estéreo, y también apareció en el canal "barker" del sistema de cable (Canal 3).
Aunque la estación solo estuvo en el "cable" durante unos dos años programando rock and roll de forma libre, la CPVR a menudo se llevó a sus competidores por aire, rompiendo actos como Bruce Springsteen y Queen, y a menudo estrenando álbumes de referencia como The Dark Side of the Moon, de Pink Floyd, y Grand Hotel, de Procol Harum, a veces varias semanas antes de que las estaciones de Los Ángeles los recogieran.
Muchos de los empleados originales continuaron su carrera en los medios de comunicación. (El cofundador Brad Gardner ha sido nominado desde entonces para cuatro Emmys, ganando dos, uno por un video musical, "The Doctor is In", y el otro por el programa veterinario Horse Vet. Sus otras dos nominaciones son para dirección y audio.) Para aquellos involucrados y aquellos que lo escucharon, esta pequeña estación de radio comunitaria de rock and roll tiene un lugar especial en sus corazones y mentes, a menudo discutida al mismo tiempo que KMET, KPPC, KWST, KRLA, KROQ-FM y KNAC, legendarias estaciones de radio del sur de California por derecho propio.
Por un tiempo, aparecieron estaciones de radio por cable a través de California y en otras partes de los Estados Unidos, la mayoría dirigidas por estudiantes de secundaria y/o universitarios. CCIA, una estación de radio por cable en el campus de California Institute of the Arts, Valencia, California, es un ejemplo. Pero a medida que los fundadores de estas estaciones envejecieron y siguieron adelante, no había nadie que siguiera donde lo dejaron. Eventualmente todas estas estaciones de radio por cable se oscurecieron. Hoy en día, donde la universidad o los grupos de la comunidad podrían haber considerado empezar una estación de radio por "cable", ahora buscan crear una estación de radio por Internet.
En la Costa Este la estación de radio comercial por cable más popular fue WLHE, iniciada en 1979 en Woburn, Massachusetts. Esta estación fue la primera estación de radio comercial por cable en el país, y funcionó de 1979 a 1987. Larry Haber, dueño y operador, lo empezó. Frank Palazzi y Alan Rupa fueron los primeros disc-jockeys. Palazzi era conocido como Frank Fitz, y Alan Rupa era conocido como Alan James. El Sr. Haber se llamaba por su propio nombre. Otros DJs fueron Jim Fronk (alias Jim Jacobs), el experto en música country Chuck Steven, el experto en música country Glen Evans, el experto en indie rock Mark Sawyer y el experto en jazz Scott Cavanagh (alias Scott Rogers). Larry Haber fue el primer presidente y gerente general de la estación, Palazzi fue el director del programa y Rupa el director musical. La estación fue escuchada solamente en el Canal 6 local de Continental Cablevision en Woburn, Wilmington, Stoneham, North Reading, y Billerica, Massachusetts.

## Canadá
En Canadá, la Comisión Canadiense de Radiotelevisión y Telecomunicaciones exigía anteriormente a la mayoría de las empresas de cable que proporcionaran servicio de FM por cable; las que lo hacían tenían que convertir todas las estaciones de radio locales de radiodifusión AM en señales de FM por cable. La comisión ahora solo requiere que el campus, la comunidad, las estaciones de radio nativas y una estación de radio CBC en cada idioma oficial, sean provistas por compañías de cable locales, ya sea a través de canales de audio por cable FM o digital.

## Federación rusa
En la antigua Unión Soviética, la radio por cable era popular y, según los informes, Radio Rossii tenía hasta 40 millones de oyentes.
Inicialmente el sistema tenía un canal que se transmitía como audio directo. Los cables y enchufes del sistema eran los mismos que los de los cables y enchufes de alimentación estándar, lo que podía hacer que los receptores se quemaran al conectarlos a la toma de corriente. Durante la Segunda Guerra Mundial, todos los receptores de RF fueron confiscados, pero la radio por cable siguió funcionando y, en particular, se utilizó para transmitir alertas de bombardeos aéreos. En la década de 1960 se produjo una mejora con la adición de dos canales adicionales, utilizando AM en frecuencias portadoras de 78 y 120 kHz. La instalación de este sistema se hizo obligatoria para todos los edificios nuevos. El sistema, junto con la transmisión habitual, fue creado para informar a la gente de las emergencias.
Hoy en día, los tomacorrientes de radio por cable se instalan en todos los hogares nuevos, pero muchas personas no los usan o ni siquiera desinstalan el enchufe y los cables dentro de sus unidades. Sin embargo, siguen pagando la tasa obligatoria (a partir de 2019, el precio en Moscú es de aproximadamente 1,56 EUR al mes). Estos pagos pueden evitarse, pero debido a los procedimientos burocráticos, rara vez se utilizan.

## Corea del Norte
Corea del Norte ha tenido un sistema de radio por cable al que a veces se hace referencia como la "Tercera Radio" desde la década de 1940 y se declaró que todas las ciudades y pueblos habían sido alcanzados por el servicio en 1975.
Operado por el Ministerio de Comunicaciones de Corea del Norte y enfocado en música, noticias y programas educativos. La 'Tercera Radio' ha sido obligatoria en los nuevos edificios de apartamentos desde la década de 1980 y está presente en algunas oficinas y altavoces colocados en lugares públicos.

## Reino Unido
Las primeras emisoras de radio por cable en el Reino Unido fueron Radio Thamesmead en Thamesmead, en el sudeste de Londres y Radio Swindon Viewpoint en Swindon, Wiltshire. Los repetidores por cable de las primeras estaciones de la BBC (en zonas donde la recepción directa era deficiente) se remontan a finales de la década de 1920.

## Australia
Kilda, un suburbio de Melbourne, tenía una estación de radio de línea fija llamada 3SA que funcionaba los fines de semana y los días festivos desde marzo de 1954 hasta julio de 2010.

## Singapur
Rediffusion Singapore fue un servicio de radio por cable muy popular en la isla entre 1949 y 1980, que transmitía en inglés y chino. Ahora es un servicio de radio digital por suscripción, que emite en DAB+.

## Malta
Rediffusion Malta fue un servicio de radio por cable muy popular en la isla desde 1935 hasta 1975, con transmisiones en inglés y maltés. En 1975 se nacionalizó el servicio y se extinguió el 31 de enero de 1989. Ahora forma parte de Radio Malta